# Wassmer WA-80
Wassmer WA-80 Piranha ist ein Kleinflugzeug des französischen Herstellers Wassmer Aviation in Issoire. Es handelt sich dabei um einen zwei- bzw. dreisitzigen Tiefdecker mit Bugfahrwerk. Es ist die zwei- bzw. dreisitzige Version des Modells WA-50.

## Konstruktion
Wassmer Aviation leitete die Konstruktion der WA-80 Piranha von der WA-50 ab. Die WA-80 ist ein einmotoriger Tiefdecker mit Kolbentriebwerk und starrem Bugradfahrwerk. Der Rumpf, die Tragflächen und das Leitwerk bestehen vollständig aus GFK. Angetrieben wird die Maschine von einem Rolls-Royce Continental O-200C-A mit 100 PS (74 kW) und einem Evra Propeller mit 1,8 Meter Durchmesser.

## Versionen
- Zweisitzer WA-80 Piranha
- Dreisitzer WA-81 Piranha

## Technische Daten

Dreiseitenansicht

| Kenngröße                 | Daten                 |
| ------------------------- | --------------------- |
| Besatzung                 | 1                     |
| Passagiere                | 1 (WA-80) - 2 (WA-81) |
| Länge                     | 7,50 m                |
| Spannweite                | 9,40 m                |
| Höhe                      | 2,10 m                |
| Flügelfläche              | 12,4 m²               |
| Flügelstreckung           | 7,1                   |
| höchstzulässige Belastung | 4,4 g / −2,2 g        |
| Leermasse                 | 511 kg                |
| max. Startmasse           | 800 kg                |
| Reisegeschwindigkeit      | 127 kn (235 km/h)     |
| Höchstgeschwindigkeit     | 144 kn (267 km/h)     |
| Tankinhalt                | 90 Liter              |